# Alfonso Savini

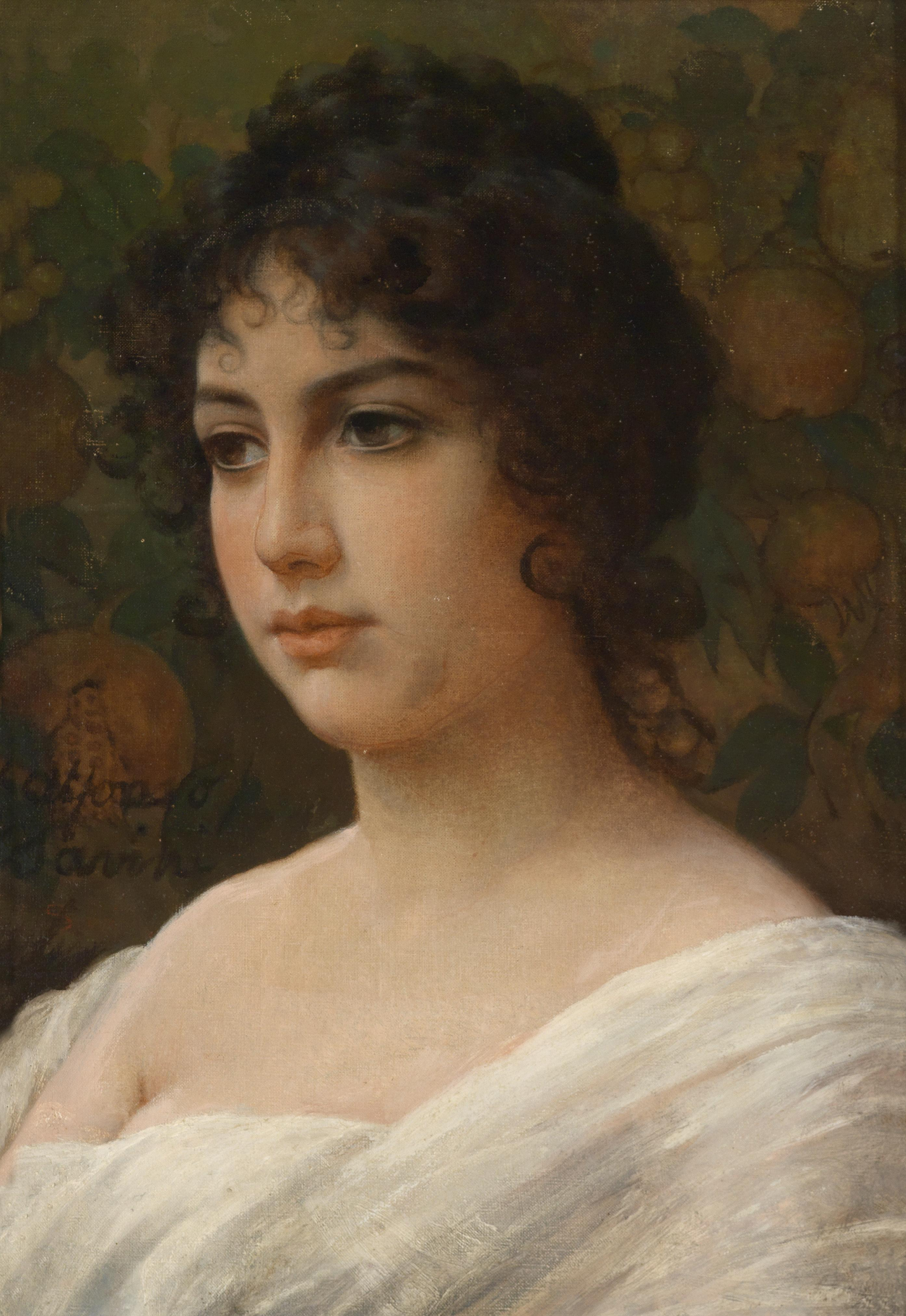
Ritratto di una giovane donna

Alfonso Savini (Bologna, 1836 – Bologna, marzo 1908) è stato un pittore italiano, noto principalmente come esponente della pittura di genere e come pittore di nature morte a soggetto floreale.

## Biografia
Alfonso Savini nasce nel 1836 a Bologna. 
Diviene professore all'Accademia di Belle Arti di Bologna.
Durante l'Esposizione generale italiana del 1884, a Torino, espone Luna di miele, Devota patrizia, Età dei fiori e Laccio amoroso. Nel 1884, a Firenze, espone Fiori di Primavera e Fiori d'Autunno, Oh come l'amo!... e Ritorna Primavera . Poi, nel 1887, a Venezia: Aspettando, Suor Maria, Dopo il pranzo e Riflessioni. Infine, nel 1888, a Bologna: Fate la pace e Altro tempo.
Alfonso Savini muore nel marzo 1908 nella sua città natale.
Sue opere sono conservate al MAMbo, al Museo civico del Risorgimento, alla Pinacoteca nazionale di Bologna ed esposte presso il Museo Ottocento Bologna.
Anche il figlio, Alfredo Savini, diventa pittore.

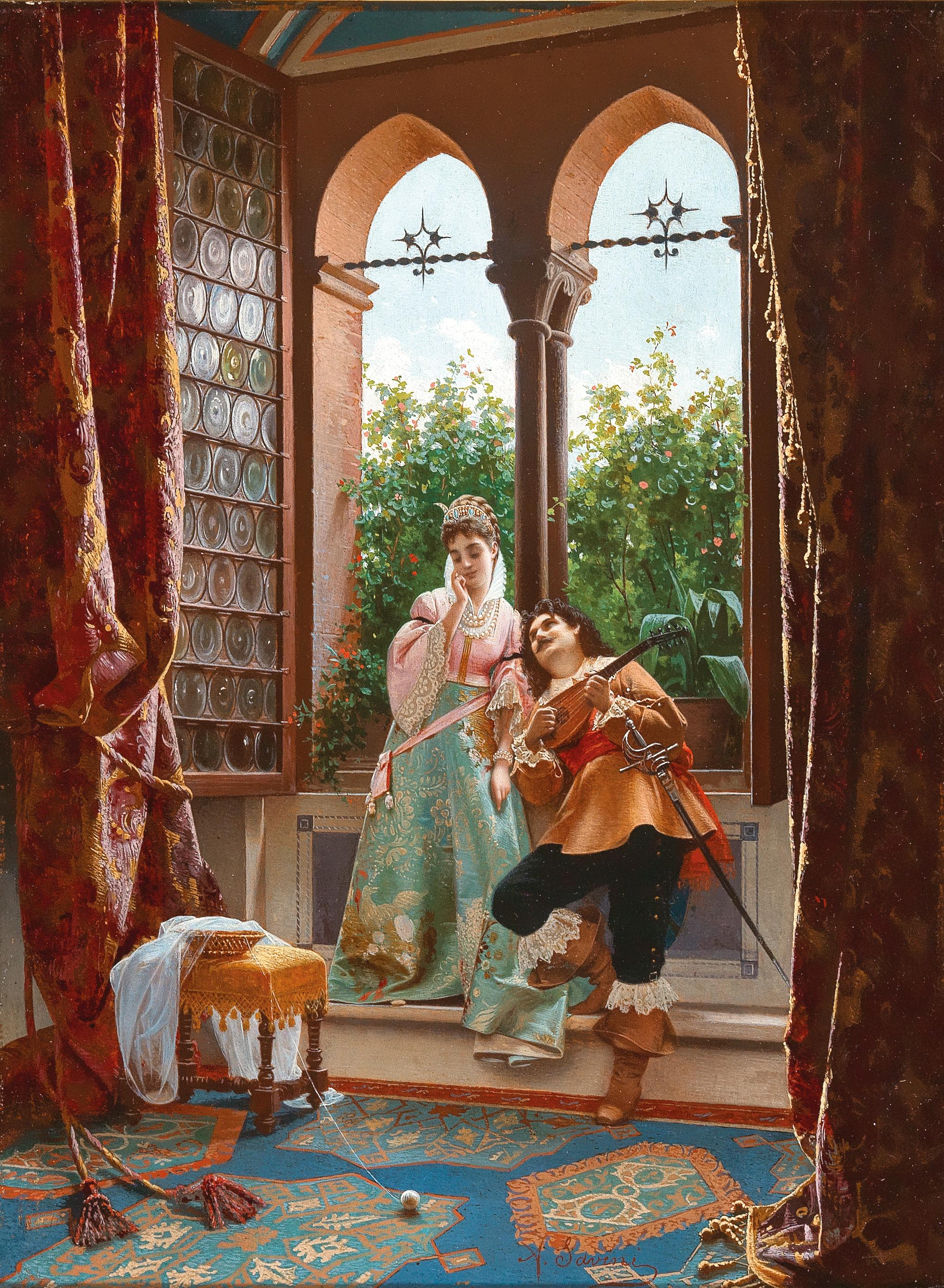
La serenata, Museo Ottocento Bologna
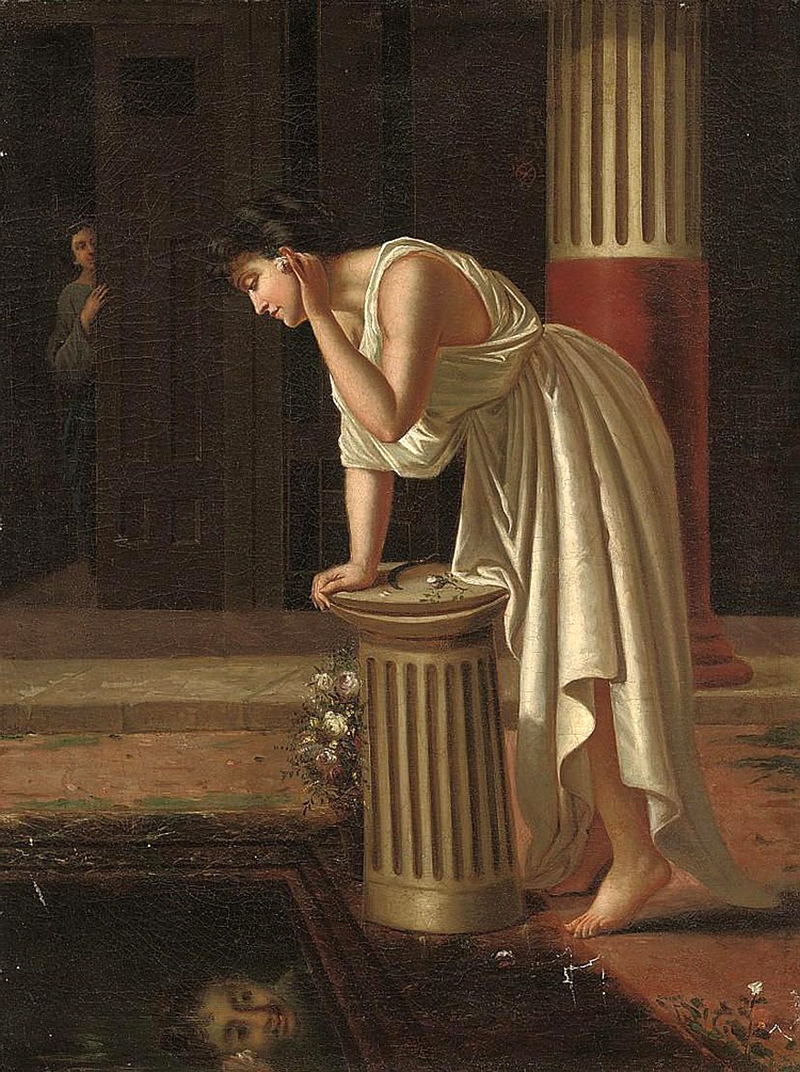
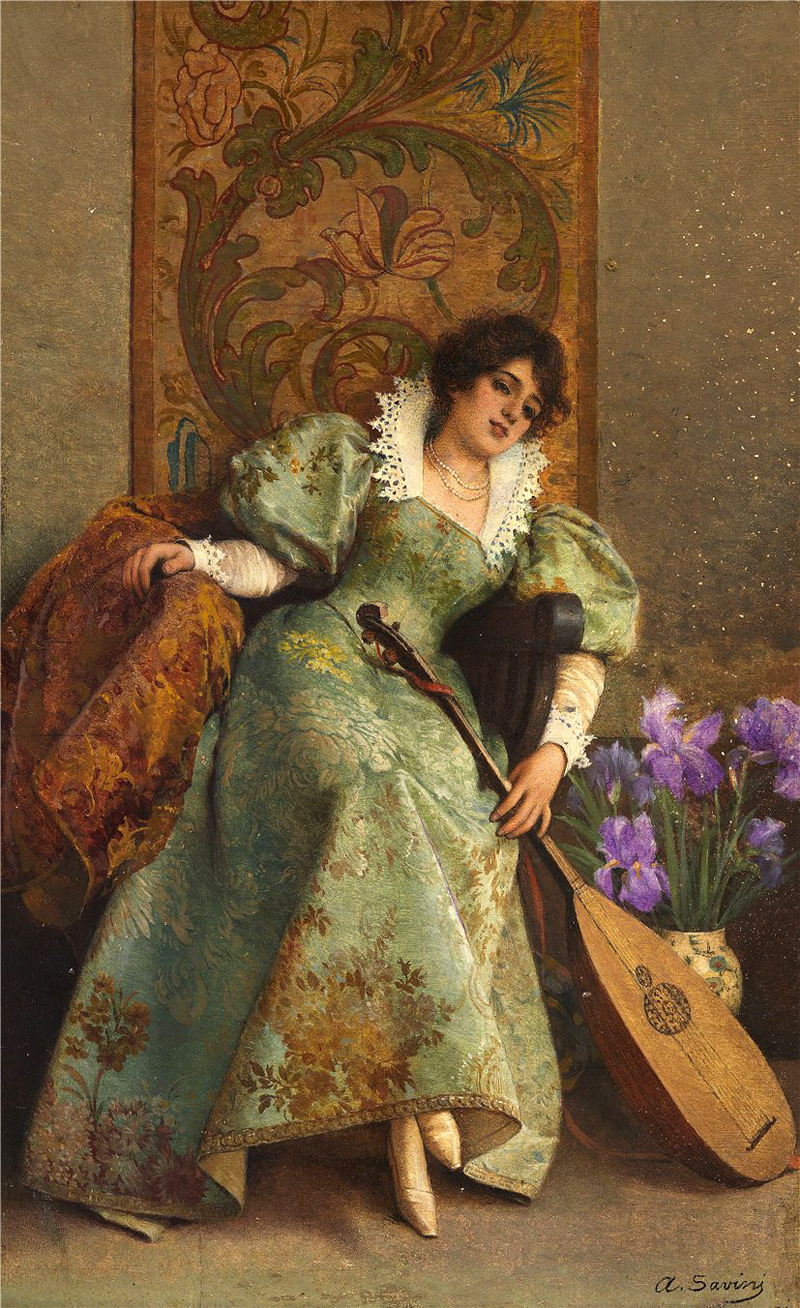
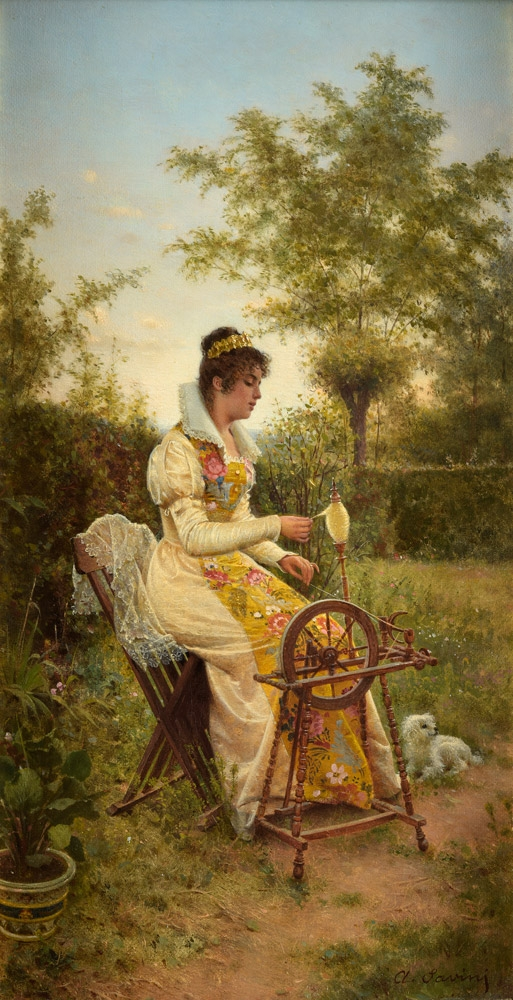
La principessa